# Septuor à cordes vocales et instrumentales
Le Septuor à cordes vocales et instrumentales est une œuvre de musique de chambre pour septuor d'André Caplet composée en 1909 pour quatuor à cordes et trois voix de femme.

## Présentation
Composé en 1909, le Septuor à cordes vocales et instrumentales de Caplet, « probablement le premier exemple moderne de l'introduction de la voix humaine dans la musique de chambre », relève Michel Dimitri Calvocoressi, est écrit pour un septuor constitué d'un quatuor à cordes (2 violons, 1 alto et 1 violoncelle) et de trois voix féminines (1 soprano, 1 mezzo-soprano et 1 contralto),, « employées de façon instrumentale, tout en conservant beaucoup d'à-propos, comme c'est le cas dans Sirènes de Debussy ». L'effectif utilisé souligne le « goût prononcé de Caplet pour les combinaisons de timbres inédites ».
Dans la partition, la voix est délestée « du support littéraire qui l'accompagne traditionnellement pour lui imprimer les vocalises les plus audacieuses et réaliser de subtils échanges entre les diverses parties, voix ou instruments ».
L'œuvre est créée à Paris, salle Gaveau, le 20 avril 1910, à l'occasion du premier concert de la Société musicale indépendante, interprétée par le quatuor Geloso (Albert Géloso, violon, Bloch, violon, Pierre Monteux, alto, et Jules Tergis, violoncelle) et les chanteuses Rose Féart (remplaçant Charlotte Mellot-Joubert), Jeanne Loth et Camille Chadeigne,.
Pour la musicologue Corinne Schneider, « dans un flux et un reflux permanents, les « cordes vocales » réalisent de subtils échanges avec les « cordes instrumentales ». Les passages en accords parallèles et les trémolos dans l'aigu de ces dernières viennent souvent articuler la forme mouvante, en un seul tenant, de ce Septuor ».
Le Septuor à cordes vocales et instrumentales est d'une durée moyenne d'exécution de quinze minutes environ,.

## Discographie
- André Caplet : Conte fantastique, Septuor, Les Prières, Divertissements, Deux sonnets, Sharon Coste (soprano), Sandrine Piau (soprano), Sylvie Deguy (mezzo-soprano), Ensemble Musique Oblique (février 1992, Harmonia Mundi HMA 1951417 ; rééd. 2006 coll. « Musique d'abord ») (OCLC 1042086395).

### Ouvrages généraux
- Alain Poirier, « André Caplet », dans François-René Tranchefort (dir.), Guide de la musique de chambre, Paris, Fayard, coll. « Les Indispensables de la musique », 1989 (ISBN 2-213-02403-0), p. 205.
- Michel Duchesneau, L'Avant-garde musicale et ses sociétés à Paris de 1871 à 1939, Paris, Mardaga, 1997, 352 p. (ISBN 2-87009-634-8).
- Michel Dimitri Calvocoressi, « Caplet, André », dans Walter Willson Cobbett et Colin Mason, Dictionnaire encyclopédique de la musique de chambre, vol. I : A–J, Paris, Éditions Robert Laffont, coll. « Bouquins », 1999 (ISBN 2-221-07847-0), p. 258.

### Monographies
- Denis Herlin et Cécile Quesney, André Caplet : compositeur et chef d'orchestre, Paris, Société française de musicologie, 2020, 540 p. (ISBN 978-2-853-57269-9).